# Heiligkreuz-Hospiz
Das Heiligkreuz-Hospiz (ladinisch Hospiz dla Crusc, italienisch Rifugio Santa Croce in Badia) – auch Schutzhaus Heiligkreuz – ist ein Schutzhaus und Gasthof in den Südtiroler Dolomiten.

## Lage und Umgebung
Das Heiligkreuz-Hospiz liegt neben der Heilig-Kreuz-Kirche unterhalb der Westwand des Heiligkreuzkofels. Es befindet sich auf dem Gebiet der Gadertaler Gemeinde Abtei in Südtirol, Italien. Am einfachsten erreichbar ist es von St. Leonhard aus über einen Sessellift, der wenig unterhalb des Wallfahrtsorts endet.
Das Hospiz ist ein Stützpunkt für Klettertouren und Wanderungen in den umliegenden Bergen. Zu den nächstliegenden Gipfeln gehören neben dem Heiligkreuzkofel der Zehner und der Neuner. Über die südöstlich gelegenen Ju dla Crusc und Forcela de Medesc kann man den Gebirgskamm in Richtung Fanes überschreiten.

## Geschichte
Das Heiligkreuz-Hospiz wurde 1718 als Mesner-Wohnung und Pilger-Unterkunft errichtet. Seit 1888 wird es von der Familie Irsara bewirtschaftet.
1988 wurde das Gebäude unter Denkmalschutz gestellt.